# Socjalizm gildyjny
Socjalizm gildyjny – nurt w socjalizmie brytyjskim, powstały pod wpływem francuskiego rewolucyjnego syndykalizmu. Jego głównym współtwórcą był G.D.H. Cole.

## Charakterystyka
Wedle założeń ideowych ten typu socjalizmu charakteryzował się niezależnością funkcjonowania gospodarki od państwa. George Cole uważał, że wpływ na zarządzanie przedsiębiorstwami powinni mieć zatrudnieni tam robotnicy. Gildia narodowa miała łączyć fabryki, które należały do konkretnej gałęzi produkcji. To gildia miała odpowiadać m.in. za zbyt produkcji. Ponadto w strukturach państwa, obok parlamentu, miał funkcjonować tzw. kongres gildyjny, w skład którego mieli wchodzić przedstawiciele poszczególnych gildii. Do kompetencji tego organu zaliczano tworzenie prawa pracy.
Do sympatyków socjalizmu gildyjnego należał Bertrand Russell.